# Liste der Kulturdenkmale in Karlsruhe-Innenstadt-Ost
In der Liste der Kulturdenkmale in Karlsruhe-Innenstadt-Ost werden alle unbeweglichen Bau- und Kunstdenkmale in Innenstadt-Ost (Karlsruhe) aufgelistet, die in der städtischen Datenbank der Kulturdenkmale geführt sind.
Diese Liste ist nicht rechtsverbindlich. Eine rechtsverbindliche Auskunft ist lediglich auf Anfrage bei der Unteren Denkmalschutzbehörde der Stadt Karlsruhe erhältlich.  Außerdem ist die Liste auf Grund ihrer Größe in Straßen aufgeteilt.

## Adenauerring
| Bild           | Bezeichnung                | Lage                                 | Datierung | Beschreibung | ID |
| -------------- | -------------------------- | ------------------------------------ | --------- | --- | -- |
| Weitere Bilder | Mensa, heute Studentenhaus | Adenauerring 7 (Uni-Geb. Nr.: 01.12) | 1929      | Studentenhaus, ehemalige Mensa, 1929 von Friedrich Hirsch, starke Kriegszerstörung, 1995 Sanierung durch Veit Ruser und Roger Strauß (kein Kulturdenkmal). Kunstwerke im Inneren des Gebäudes: - Majolika-Wandbild in der Cafeteria, ohne Titel, Supraporte an der Tür zur Mensa, 1962, von Eva Fritz-Lindner - Tag und Nacht, Wandgemälde im großen Speisesaal der Mensa, Fresko auf Putzplatten, 1932/33, von August Babberger. Geschützt nach § 2 DSchG |    |

## Adlerstraße
| Bild           | Bezeichnung                            | Lage            | Datierung | Beschreibung | ID |
| -------------- | -------------------------------------- | --------------- | --------- | --- | -- |
|                | Haus                                   | Adlerstr. 3     |           | Geschützt nach § 2 DSchG |    |
|                | Wohn- und Geschäftshaus                | Adlerstr. 7     | 1804      | Wohn- und Geschäftshaus, viergeschossig, fünfachsig, Vorgängerbau von 1804 wohl nicht erhalten Geschützt nach § 2 DSchG |    |
|                | Wohnhaus                               | Adlerstr. 9     | 1816      | Wohnhaus, zweigeschossig, fünfachsig, Baubeginn Aug. 1816, Bauherr Hofsattler Carl Wöttlin, Ausführung Maurermeister Weilbier Geschützt nach § 2 DSchG |    |
|                | Eckhaus                                | Adlerstr. 12    | 1818      | Eckhaus, bis 1818 nach Plänen Friedrich Weinbrenners für den Bierbrauer Heinrich Hemberle, heute Wohn- und Geschäftshaus. Geschützt nach § 2 DSchG |    |
|                | Modellhaus                             | Adlerstr. 14    | 1804      | Modellhaus, zwei-, später dreigeschossig, 1804 für den Gürtlermeister Sollway, ausgeführt durch Mauermeister Müller, wohl nach Weinbrenners Tod aufgestockt. Geschützt nach § 2 DSchG |    |
|                | Haus                                   | Adlerstr. 15    |           | |    |
|                | Eckhaus                                | Adlerstr. 16    | 1810      | Eckhaus, Wohn- und Geschäftshaus, dreigeschossig, 1810 für Gürtermeister Sollwey, wohl nach Entwurf Friedrich Weinbrenners Geschützt nach § 2 DSchG |    |
|                | Eckhaus                                | Adlerstr. 18    | 1788      | Eckhaus, teilweise erhalten (linke Haushälfte), 1788–90 für Hofsattler Reiß (Reis), 1813 an Oberpostdirektion und 1815 umgebaut, bis 1827 Oberpostdirektion, Ausführung durch Baumeister Berckmüller |    |
|                | Wohnhaus                               | Adlerstr. 20    | 1790      | Wohnhaus, zwei-, später dreigeschossig, erbaut zwischen 1790 und 1794, spätere Aufstockung Geschützt nach § 28 DSchG |    |
|                | Wohnhaus                               | Adlerstr. 26    | 1790      | Wohnhaus, zwei-, später dreigeschossig, erbaut wohl zwischen 1790 und 1794, Aufstockung um 1840 Geschützt nach § 2 DSchG |    |
| Weitere Bilder | Gewerbeschule, heute Carl-Hofer-Schule | Adlerstr. 29    | 1912      | Gewerbeschule, heute Carl-Hofer-Schule, 1912–14 Eugen Beck, mit Portal des Spitals von Müller an der Markgrafenstraße Geschützt nach § 12 DSchG |    |
|                | Eckhaus                                | Adlerstr. 31    | 1820      | Eckhaus, 1820/50 erbaut, abgeschrägte Ecke, Balkon über dem Eingang Geschützt nach § 2 DSchG |    |
|                | Wohnhaus                               | Adlerstr. 32    | 1790      | Wohnhaus, zwei-, später dreigeschossig, eventuell auch gleich dreigeschossig, erbaut wohl zwischen 1790 und 1794, an der Fassade eine Gedenktafel: „In diesem Haus wurde der Schriftsteller Oberhofprediger a. D. Frommel am 5. Januar 1828 geboren.“ Geschützt nach § 2 DSchG |    |
|                | Wohn- und Geschäftshaus                | Adlerstr. 33    | 1910      | Wohn- und Geschäftshaus, viergeschossig und traufständig, bildhauerisch verzierte Sandsteinfassade mit schmiedeeisernen Gittern, Haustüren, großes repräsentatives Treppenhaus mit floral verziertem Geländer. Geschützt nach § 2 DSchG |    |
|                | Gasthaus Zum Kleinen Ketterer          | Adlerstr. 34    | 1790      | Gasthaus Zum Kleinen Ketterer, Eckhaus, ein- und zwei-, später zwei- bis dreigeschossig, erbaut 1790 nach dem großen Modell, Bauherr Jacob Klein, Gastwirt Zum König von Preussen Ausführung Maurermeister Holb, Aufstockung 1800 durch die Bauherren Bijoutiers Oelenheinz und Sievert, Anbau 1802 durch Bauherrn Gottfried Müller, Anbau 1816 durch Bauherrn Kochenburger, heutige Innenausstattung 1924 durch die Brauerei Ketterer in Pforzheim Geschützt nach § 28 DSchG |    |
|                | Wohnhaus mit Bäckerei                  | Adlerstr. 41    | 1884      | Wohnhaus mit Bäckerei, Theodor Kempermann für Leonhard Müller, 1884, Bäckereiumbau im Rückgebäude 1899, Dachgauben 1912, Schaufenster 1927, Modernisierung durch Bädereinbau 1991 Geschützt nach § 2 DSchG |    |
|                | Gasthaus Zum grünen Hof                | Adlerstr. 45    | 1873      | Gasthaus Zum grünen Hof, von Warth für den Gastwirt Chr. Höck, 1873, Umbau der Gastwirtschaft zur Wohnung 1889, heute Wohn- und Geschäftshaus, fünfgeschossiges Eckgebäude mit ausgebautem Dachgeschoss und einem Ladeneinbau im Erdgeschoss Geschützt nach § 2 DSchG |    |
|                | Eckhaus                                | Adlerstr. 46–48 |           | Geschützt nach § 2 DSchG |    |

## Am Künstlerhaus
| Bild           | Bezeichnung                          | Lage                                                                                    | Datierung | Beschreibung | ID |
| -------------- | ------------------------------------ | --------------------------------------------------------------------------------------- | --------- | --- | -- |
|                | Wohnhaus mit Gaststätte              | Am Künstlerhaus 14                                                                      | 1775      | Wohnhaus mit Gaststätte, zweigeschossig, fünfachsig, erbaut im 18. Jh, dendrochronologische Datierung 1775 (vgl. Hea-Jee Im, Karlsruher Bürgerhäuser, 2004), Dach nach Brand im 2. Weltkrieg neu errichtet Geschützt nach § 2 DSchG |    |
|                | Wohnhaus mit Gaststätte              | Am Künstlerhaus 20                                                                      | 1898      | Wohnhaus mit Gaststätte, Bauherr Kaufmann Ernst Wenz, 1898 Geschützt nach § 2 DSchG |    |
|                | Wohnhaus                             | Am Künstlerhaus 26                                                                      | 1873      | Wohnhaus, Bauherr Privatmann Karl Wiedemann. Geschützt nach § 2 DSchG |    |
|                | Wohnhaus                             | Am Künstlerhaus 30                                                                      | 1861      | Wohnhaus, ein-, später zweigeschossig, zweiachsig, wohl 18. Jh, dendrochronologische Datierung 1861, Bauherr Kohlenhändler Mathias Kohler, Fassadenrenovierung zwischen 1825 und 1830, Aufstockung um 1925, Teil des Gebäudes Anfang des 20. Jh. abgebrochen, um Durchgang zum Fasanenplatz zu schaffen (vgl. Hea-Jee Im, Karlsruher Bürgerhäuser, 2004) Geschützt nach § 2 DSchG |    |
|                | Wohnhaus                             | Am Künstlerhaus 31                                                                      | 1779      | Wohnhaus, zweigeschossig, sechsachsig, 18. Jh, Parzelle war 1779/80 bebaut (vgl. Hea-Jee Im, Karlsruher Bürgerhäuser, 2004) Geschützt nach § 2 DSchG |    |
| Weitere Bilder | Sachgesamtheit Stadthäuser           | Am Künstlerhaus 32, 34, 36, 38, Fasanenstr. 17, 19, 21, Waldhornstr. 43, 45, 47, 49, 51 | 1978      | Werkbundhäuser im Dörfle, Deutscher Werkbund Baden-Württemberg, 1978–1992 Beteiligte Architekten: Fasanenstraße: Karlhans Hirschmann (17), Ernst Jung (19), Martin Walter (21). Waldhornstraße: Gerd Gassmann und Georg Kasimir (43, Eckhaus), Friedrich Lehmann und Annelie Memcke-Lehmann (45), Heinz Mohl (47), Dietrich Oertel (49), Barbara und Johannes Jakubeit (51), Eckhaus. Am Künstlerhaus: Vladimir Nikolic (32), Dieter Stahl, durch Wolfgang Hanke verändert ausgeführt (34), Gerhard Assem (36), Christoph Sattler (38). Geschützt nach § 2 DSchG |    |
|                | Stadthaus mit Garten                 | Am Künstlerhaus 32                                                                      | 1988      | Stadthaus mit Garten, errichtet als Reihenendhaus im Rahmen des Werkbundprojekts Dörfle, dreigeschossiger Massivbau, abgewalmt, zwei viergeschossige und flach gedeckte Ecktürme, 1988 von Vladimir Nikolic (Teil der Sachgesamtheit Stadthäuser, siehe auch dort). Geschützt nach § 2 DSchG |    |
|                | Wohnhaus                             | Am Künstlerhaus 33                                                                      | 1770      | Wohnhaus, heute Wohn- und Gasthaus, zweigeschossig, fünfachsig, barocke Fenstersohlbänke im Erdgeschoss, mit zwei flügelartigen Anbauten, 18. Jh, dendrochronologische Datierung 1770, (vgl. Hea-Jee Im, Karlsruher Bürgerhäuser, 2004) Geschützt nach § 2 DSchG |    |
|                | Stadthaus (Außenfassaden) mit Garten | Am Künstlerhaus 34                                                                      | 1979–94   | Errichtet im Rahmen der Werkbundsiedlung Dörfle, 1979–94, dreigeschossiger und traufständiger Massivbau mit Satteldach, Planung durch Dieter Stahl aus Karlsruhe, Planung durch den Bauherrn Wolfgang Hanke in veränderter Form ausgeführt (Teil der Sachgesamtheit Stadthäuser, siehe auch dort). Geschützt nach § 2 DSchG |    |
|                | Wohn- und Geschäftshaus              | Am Künstlerhaus 35                                                                      | 1800      | Wohn- und Geschäftshaus, zweigeschossig, dreiachsig, erbaut im 18. Jh, dendrochronologische Datierung 1765, Wiederaufbau bzw. Fassadenrenovierung um 1800, zugehöriger Werkstattflügel. (vgl. Hea-Jee Im, Karlsruher Bürgerhäuser, 2004), Geschützt nach § 2 DSchG |    |
|                | Stadthaus mit Garten                 | Am Künstlerhaus 36                                                                      | 1978–92   | Dreigeschossiger und traufständiger Massivbau mit Satteldach und rundem Zwerchgiebel, errichtet nach Plänen von Gerhard Assem aus Karlsruhe im Rahmen der Werkbundsiedlung Werkbundhäuser im Dörfle, 1978–92. (Teil der Sachgesamtheit Stadthäuser, siehe auch dort). Geschützt nach § 2 DSchG |    |
|                | Wohnhaus                             | Am Künstlerhaus 37                                                                      | 1898      | Wohnhaus, Bauherr Bäckermeister Christian Hauser. Geschützt nach § 2 DSchG |    |
|                | Stadthaus                            | Am Künstlerhaus 38                                                                      | 1980      | Stadthaus, errichtet im Rahmen der Werkbundsiedlung Dörfle, dreigeschossiger Massivbau mit Satteldach, 1980 nach Plänen von Christoph Sattler aus München (Teil der Sachgesamtheit Stadthäuser, siehe auch dort). Geschützt nach § 2 DSchG |    |
|                | Wohnhaus                             | Am Künstlerhaus 41                                                                      | 1783      | Wohnhaus, ein-, später zweigeschossig, dreiachsig, 18. Jh, dendrochronologische Datierung 1783, Fassadenrenovierung zwischen 1825 und 1850. Geschützt nach § 2 DSchG |    |
|                | Wohnhaus                             | Am Künstlerhaus 43                                                                      | 1795      | Wohnhaus, zweigeschossig, vierachsig, Bauherr Mauermeister Holb, erbaut 1795 (1804?), (vgl. Hea-Jee Im, Karlsruher Bürgerhäuser, 2004), 1972, Abbruch des obersten Geschosses, Seitenanbau im 2. Obergeschoss und Pultdach 1987 genehmigt Geschützt nach § 2 DSchG |    |
|                | Gast- und Wohnhaus                   | Am Künstlerhaus 45                                                                      | 1775      | Gast- und Wohnhaus, Gasthaus „Weisser Stern“, zweigeschossig, vierachsig, Bauherr Mauermeister Holb, erbaut 1795 (1775?), (vgl. Hea-Jee Im, Karlsruher Bürgerhäuser, 2004) Geschützt nach § 2 DSchG |    |
|                | Künstlerhaus                         | Am Künstlerhaus 47                                                                      | 1792      | „Künstlerhaus“, Wohnhaus, zweigeschossig, fünfachsig, Putzornamente an der Straßenfassade, Bauherr Grenadier (auch Weber) Georg Martin Knab, Ausführung möglicherweise durch Werkmeister Berckmüller (das Gebäude wird dem Architekten Jeremias Müller zugeschrieben (OA 1975)), dendrochronologische Untersuchung 1790, erbaut 1792. Haus 1981 bis auf Erdgeschoss der Straßenfassade abgebrochen und wieder aufgebaut Geschützt nach § 2 DSchG |    |
|                | Wohnhaus                             | Am Künstlerhaus 49                                                                      | 1800      | Wohnhaus, zweigeschossig, vierachsig, 18. Jh, dendrochronologische Datierung 1800, daher wohl kurz vor 1800 aufgestockt, Hausinneres und Fassade bei Altstadtsanierung 1980 neu errichtet (vgl. Hea-Jee Im, Karlsruher Bürgerhäuser, 2004), Abbruch Rückgebäude und Seitenflügel genehmigt. Geschützt nach § 2 DSchG |    |
|                | Wohnhaus                             | Am Künstlerhaus 51                                                                      | 1854      | Wohnhaus, zweigeschossig, vierachsig, Bauherr Milchhändler Wilhelm Jock, 1854 (vgl. Hea-Jee Im, Karlsruher Bürgerhäuser, 2004) Geschützt nach § 2 DSchG |    |
|                | Gasthaus Pfannestiel                 | Am Künstlerhaus 53                                                                      | 1890      | Gasthaus Pfannestiel, Wohnhaus, Bauherr Brauerei K. Schrempp, um 1890 Geschützt nach § 2 DSchG |    |
|                | Wohnhaus                             | Am Künstlerhaus 55                                                                      | 1813      | Wohnhaus, zweigeschossig, fünfachsig, Wiederaufbau zwischen 1813 und 1818, (1824) Bauherr eventuell Schullehrer der reformierten Gemeinde Wolff, Sanierung um 1980, (vgl. Hea-Jee Im, Karlsruher Bürgerhäuser, 2004) Geschützt nach § 2 DSchG |    |
|                | Fassade eines Wohnhauses             | Am Künstlerhaus 57                                                                      | 1773      | Fassade eines Wohnhauses, zweigeschossig, vierachsig, 18. Jh, dendrochronologische Datierung 1773, Wiederaufbau zwischen 1813 und 1818, Bauherr vermutlich Kanzlist Peter Wehrich, Sanierung um 1980, dabei Fassade in alter Form neu errichtet (vgl. Hea-Jee Im, Karlsruher Bürgerhäuser, 2004). Geschützt nach § 2 DSchG |    |

## Engelbert-Arnold-Straße
| Bild           | Bezeichnung                             | Lage                                                  | Datierung | Beschreibung | ID |
| -------------- | --------------------------------------- | ----------------------------------------------------- | --------- | --- | -- |
|                | Chem. Technik Institut                  | Engelbert-Arnold-Str. 2                               |           | Chem. Technik Institut, Altbau. Geschützt nach § 2 DSchG                                                                                             |    |
| Weitere Bilder | Ferdinand-Redtenbacher-Denkmal          | Engelbert-Arnold-Str. 4, Ehrenhof, neben dem Gebäude  | 1865      | Denkmal an Ferdinand Redtenbacher, 1865–1866 von Karl Friedrich Moest, Büste aus Bronze und Sockel aus dunkelgrauem Syenit. Geschützt nach § 2 DSchG |    |
|                | Hauptbau des Alten Maschinenbaugebäudes | Engelbert-Arnold-Str. 4, Ehrenhof (Uni-Geb.Nr.:10.91) | 1858      | Hauptbau des Alten Maschinenbaugebäudes, von Friedrich Theodor Fischer 1858–59, Akte (OA – 2005). Geschützt nach § 2 DSchG                           |    |
|                | Büste Engelbert Arnold                  | Engelbert-Arnold-Str. 5                               | 1911      | Elektrotechnisches Institut, Treppenhaus, 2. Obergeschoss: Büste Engelbert Arnold, um 1911 von Karl Hänny. Geschützt nach § 2 DSchG                  |    |

## Engesserstraße
| Bild           | Bezeichnung                                         | Lage                                                                                         | Datierung | Beschreibung | ID |
| -------------- | --------------------------------------------------- | -------------------------------------------------------------------------------------------- | --------- | --- | -- |
| Weitere Bilder | Hochdruckreaktor zur Ammoniak-Synthese              | Engesserstraße, Fritz-Haber-Weg (Ecke)                                                       | 1921      | Hochdruckreaktor zur Ammoniak-Synthese (Haber-Bosch-Verfahren), 1921 von Fritz Haber und Carl Bosch. Denkmaleigenschaft wird geprüft.                                                                              |    |
|                | Skulpturen: Erwin von Steinbach und Johannes Kepler | Engesserstr. 1, Eingangshalle (Uni-Geb. Nr.: 01.51)                                          | 1839      | Skulpturen: Erwin von Steinbach und Johannes Kepler, um 1839, Aloys Raufer. Geschützt nach § 2 DSchG |    |
|                | Logo 100 Jahre Radiowellen                          | Engesserstr. 5, Foyer (Uni-Geb. Nr.: 30.10)                                                  | 1988      | Logo 100 Jahre Radiowellen, 1988, Rolf Lederbogen. Denkmaleigenschaft wird geprüft. |    |
|                | Plastik Terra et mundus                             | Engesserstr. 7, neben dem Gebäude (Uni-Geb. Nr.: 30.22)                                      | 1959      | Plastik Terra et mundus, 1959–69, Hans Kindermann Geschützt nach § 2 DSchG |    |
| Weitere Bilder | Versuchskraftwerk                                   | Engesserstr. 7, 9, Richard-Willstätter Allee 4, 4a, 6, Straße am Forum 6 (Uni-Geb.Nr.:30.60) | 1955      | Versuchskraftwerk, 1955–57 von Egon Eiermann in Verbindung mit dem Staatlichen Hochbauamt. Der Kühlturm ist Teil der Planung Eiermanns und daher substanziell zum Kulturdenkmal gehörig. Geschützt nach § 12 DSchG |    |
| Weitere Bilder | Hochspannungsmobilie                                | Engesserstr. 11 (Uni-Geb. Nr.: 30.35)                                                        | 1972      | Hochspannungsmobilie, 1972, Adolf Schwab. Denkmaleigenschaft wird geprüft. |    |
|                | Englervilla                                         | Engesserstr. 14 (Uni-Geb.Nr.:11.20)                                                          |           | Englervilla Geschützt nach § 2 DSchG |    |
| Weitere Bilder | Plastik Traum IV                                    | Engesserstr. 14, neben dem Gebäude (Uni-Geb.Nr.:11.20)                                       | 1961      | Plastik Traum IV, 1961, Bernhard Heiliger. Geschützt nach § 2 DSchG |    |
|                | Emailletafeln                                       | Engesserstr. 15, Chemie-Hörsaal, Außen- und Innenwand (Uni-Geb. Nr.: 30. 46)                 | 1982      | „Ohne Titel“, 1982–84, Horst Antes, Emailletafeln. Geschützt nach § 2 DSchG |    |
| Weitere Bilder | Tribünengebäude                                     | Engesserstr. 17, Engesserstr. 7, 9, Richard-Willstätter Allee 4, 4a, 6 (Uni-Geb.Nr.: 30.81)  | 1927      | Tribünengebäude des ehemaligen Hochschulstadions, 1927–30 von Hermann Reinhard Alker. Geschützt nach § 12 DSchG |    |
|                | Reliefbildnis Theodor Rehbock                       | Engesserstr. 22, Vorraum (Uni-Geb. Nr.: 10.83)                                               | 1939      | Reliefbildnis des Theodor Rehbock, aus Bronze, von F. H. (vermutlich Fritz Hofmann). Geschützt nach § 2 DSchG |    |

## Englerstraße
| Bild           | Bezeichnung                                                                 | Lage                                                               | Datierung | Beschreibung | ID |
| -------------- | --------------------------------------------------------------------------- | ------------------------------------------------------------------ | --------- | --- | -- |
| Weitere Bilder | Familie von fünf Kugeln                                                     | Englerstr. 2, Innenhof des Mathematikgebäudes (Uni-Geb.Nr.: 20.30) | 1965      | Familie von fünf Kugeln, 1965–68, Max Bill. Geschützt nach § 2 DSchG |    |
| Weitere Bilder | Aulabau, heute Architekturgebäude                                           | Englerstr. 7                                                       | 1895      | Aulabau, heute Architekturgebäude. Vierflügelanlage, zweigeschossig um zwei Lichthöfe, Backsteinverkleidetes Mauerwerk, bauplastische Gliederung in Sandstein und Terrakotta, Fassadengestaltung mit Elementen aus der französischen und deutschen Renaissance, 1895–98 von Josef Durm, 1944 zerstört, Wiederaufbau durch das Staatliche Hochbauamt 1956 mit einem zusätzlichen Vollgeschoss statt Mansardedach und neuem Mittelteil. Geschützt nach § 2 DSchG |    |
| Weitere Bilder | Denkmal Wilhelm Lübke                                                       | Neben Englerstr. 7                                                 | 1826      | Denkmal an Wilhelm Lübke, Kunsthistoriker (1826-1893), Bildhauer H. J. Weltring. Geschützt nach § 2 DSchG |    |
| Weitere Bilder | Struktur                                                                    | Englerstr. 7 (neben dem Gebäude)                                   | 1969      | Struktur, Skulptur aus Cortenstahl, 1969 von Rolf Lederbogen. Geschützt nach § 2 DSchG |    |
|                | Kant-Gymnasium                                                              | Englerstr. 10                                                      | 1873      | Kant-Gymnasium, früher Höhere Bürgerschule, von Heinrich Lang, 1873. Geschützt nach § 2 DSchG |    |
|                | Institut der Anorganischen Chemie, heute Architektur- und Informatikgebäude | Englerstr. 11 (Uni-Geb.Nr.:11.40)                                  | 1903      | Institut der Anorganischen Chemie, heute Architektur- und Informatikgebäude, 1903 von Otto Warth, Aufbau und Detail im Sinne des Historismus reich gegliedert, teilweise im 2. Weltkrieg. zerstört, 1946 vereinfachte Wiederherstellung, 1986 saniert, nur die Fassade und Haupttreppenhaus erhalten. Geschützt nach § 2 DSchG |    |
| Weitere Bilder | Ludwig-Erhard-Schule                                                        | Englerstr. 12                                                      | 1873      | Ludwig-Erhard-Schule, 1873 von Heinrich Lang. Geschützt nach § 2 DSchG |    |
| Weitere Bilder | Polytechnikum, bis heute Hauptgebäude der Universität                       | Englerstr. 13, Kaiserstr. 12 (Uni-Geb.Nr.:10.11, 10.12)            | 1833      | Polytechnikum, bis heute Hauptgebäude der Universität, Fassade aus rotem Haustein, 1833–36 von Heinrich Hübsch, 1861–64 Erweiterung durch Friedrich Theodor Fischer durch symmetrische Verlängerung und einen neu eingefügten Haupteingang, Portalfiguren des Erwin von Steinbach und des Johannes Kepler von Alois Raufer, 1944 ausgebrannt, Wiederaufbau 1955 durch das Staatliche Hochbauamt, Fassade in ursprünglichen Formen wieder aufgebaut, mit Ausnahme des Treppenhauses ist das Innere jedoch verändert, Senatssitzungszimmer durch Otto Haupt aus Karlsruhe. Geschützt nach § 2 DSchG |    |

## Engler-Bunte-Ring
| Bild | Bezeichnung                                                   | Lage                                                                                 | Datierung | Beschreibung | ID |
| ---- | ------------------------------------------------------------- | ------------------------------------------------------------------------------------ | --------- | --- | -- |
|      | Porträtplastik von Franz Fischer und Reliefbildnis Hans Bunte | Engler-Bunte-Ring 1, Treppenhaus, 1. Obergeschoss., (Uni-Geb.Nr.: 40.11)             | 1930      | Porträtplastik von Franz Fischer, um 1930, Hermann Lickfeld Geschützt nach § 2 DSchG |    |
|      | Vereinigung von Charlotte Sommer-Landgraf                     | Engler-Bunte-Ring 1-3, neben dem Gebäude (Uni-Geb. Nr.: 40.11, 40.12)                | 1992      | Vereinigung von Charlotte Sommer-Landgraf. Denkmaleigenschaft wird geprüft. |    |
|      | Ohne Titel von Michaela Kölmel                                | Engler-Bunte-Ring 2-4, neben dem Gebäude (Uni-Geb. Nr.: 40.27, 40.29)                | 1991      | Ohne Titel, 1991, Michaela Kölmel Denkmaleigenschaft wird geprüft. |    |
|      | Ohne Titel von K.J. Overkott                                  | Engler-Bunte-Ring 5, Vorräume zur Bibliothek, 1. und 2. Obergeschoss (Uni.Nr.:40.19) | 1983      | Ohne Titel, 1983/84, K.J. Overkott. Denkmaleigenschaft wird geprüft. |    |
|      | Wandreliefs von Spuler                                        | Engler-Bunte-Ring 14, Treppenhaus (Uni-Geb. Nr.: 40.22)                              | 1959      | Wandreliefs, Ohne Titel von Erwin Spuler. Denkmaleigenschaft wird geprüft. |    |
|      | Institutsgebäude                                              | Engler-Bunte-Ring 21 (Uni-Geb.Nr.: 40.31, 40.32, 40.33)                              | 1954      | Institutsgebäude der Universität Karlsruhe (KIT, Geb. Nr. 40.32), Lehrgebäude für Kältetechnik, Thermodynamik mit Hörsaal und Maschinenlabor, Außenwände des Hörsaals mit Majolikaplatten nach Georg Meistermann (1960/61), Bildnis des Rudolf Plank, 1954 von Oskar Hagemann (Treppenhaus, 1. Obergeschoss). Geschützt nach § 2 DSchG |    |

## Fritz-Erler-Straße
| Bild           | Bezeichnung            | Lage                              | Datierung | Beschreibung                                                                | ID |
| -------------- | ---------------------- | --------------------------------- | --------- | --------------------------------------------------------------------------- | -- |
| Weitere Bilder | Heinrich-Hübsch-Schule | Fritz-Erler-Str. 16, Kriegstr. 70 | 1983      | Heinrich-Hübsch-Schule, von Heinz Mohl, 1983–1985. Geschützt nach § 2 DSchG |    |

## An der Fasanengartenmauer
| Bild           | Bezeichnung                  | Lage                        | Datierung | Beschreibung | ID |
| -------------- | ---------------------------- | --------------------------- | --------- | --- | -- |
| Weitere Bilder | Gartenpavillon „Teehäuschen“ | An der Fasanengartenmauer   | 1764      | Gartenpavillon, das „Teehäuschen“ im ehem. Küchengarten (heute Baumschule), achteckiger Bau, W. J. Müller, wahrscheinlich 1764 erbaut, 1967 für die Bundesgartenschau wiederhergestellt, Teil der Sachgesamtheit Schloss Geschützt nach § 28 DSchG |    |
|                | Gefallenendenkmal            | An der Fasanengartenmauer 1 | 1920      | Geschützt nach § 2 DSchG |    |

## Fasanenstraße
| Bild | Bezeichnung              | Lage                            | Datierung | Beschreibung | ID |
| ---- | ------------------------ | ------------------------------- | --------- | --- | -- |
|      | Wohn- und Geschäftshaus  | Fasanenstr. 4                   | 1876      | Wohn- und Geschäftshaus, 1876 zweigeschossiges Stall- und Wohngebäude, 1889 Dach wurde ein Stockwerk höher gesetzt, 1899 Seitengebäude erhöht (Ausführung: Architekt M. Siebrand für Fied. Mayer Witwe), 1938/39 Einrichtung einer Garage im Hintergebäude (Umbau), 1945 Ausbesserung des Daches, 1954/5 Neuerrichtung der Dachgauben. Geschützt nach § 2 DSchG |    |
|      | Café Wien                | Fasanenstr. 6                   | 1850      | Wohnhaus mit Gastwirtschaft, ehemals Café Wien, Bauherr unbekannt, 1850. Geschützt nach § 2 DSchG |    |
|      | Gebäudekomplex           | Fasanenstr. 8, Zähringerstr. 15 | 1813      | Geschützt nach § 2 DSchG |    |
|      | Fasanenstr. 11: Wohnhaus | Fasanenstr. 11-13               | 1873      | Fasanenstr. 11: Wohnhaus, Bauherr Karlsruher Brauereigenossenschaft, vormals Schrempp und A. Prinz AG, 1873. Geschützt nach § 2 DSchG |    |
|      | Stadthaus mit Garten     | Fasanenstr. 17                  | 1983      | Stadthaus mit Garten, errichtet im Rahmen des Werkbundprojekts Dörfle, dreigeschossiger und traufständiger Massivbau mit Ziegelfassaden und Glasdächern, 1983/84 nach Plänen von Martin Walter (Teil der Sachgesamtheit Stadthäuser). Geschützt nach § 2 DSchG                                                                                                  |    |
|      | Stadthaus mit Garten     | Fasanenstr. 19                  | 1983      | Stadthaus mit Garten, errichtet im Rahmen des Werkbundprojekts Dörfle, dreigeschossiger und traufständiger Putzbau mit Satteldach, 1983 von Ernst Jung mit Waltraud und Martin Stieghorst (Teil der Sachgesamtheit Stadthäuser). Geschützt nach § 2 DSchG |    |
|      | Stadthaus mit Garten     | Fasanenstr. 21                  | 1984      | Stadthaus mit Garten, errichtet im Rahmen des Werkbundprojekts Dörfle, dreigeschossiger traufständiger Putzbau mit Satteldach, nach Plänen von Karlhans Hirschmann (Teil der Sachgesamtheit Stadthäuser). Geschützt nach § 2 DSchG |    |

## Fritz-Haber-Weg
| Bild | Bezeichnung                         | Lage                                 | Datierung | Beschreibung                                                              | ID |
| ---- | ----------------------------------- | ------------------------------------ | --------- | ------------------------------------------------------------------------- | -- |
|      | Köpfe für die Universität Karlsruhe | Fritz-Haber-Weg 2-6, Engesserstr. 15 | 1975–1978 | Acht Skulpturen aus Cortenstahl von Horst Antes. Geschützt nach § 2 DSchG |    |

## Hebelstraße
| Bild           | Bezeichnung                                         | Lage                                                            | Datierung | Beschreibung                                                                 | ID |
| -------------- | --------------------------------------------------- | --------------------------------------------------------------- | --------- | ---------------------------------------------------------------------------- | -- |
| Weitere Bilder | Großherzoglicher Verwaltungshof, heute Oberschulamt | Hebelstr. 2, Kreuzstr. 12, Pfarrer-Löw-Straße, Zähringer Straße | 1810–11   | Großherzoglicher Verwaltungshof, heute Oberschulamt Geschützt nach § 2 DSchG |    |

## Kaiserstraße
| Bild           | Bezeichnung                                                                     | Lage | Datierung           | Beschreibung | ID |
| -------------- | ------------------------------------------------------------------------------- | --- | ------------------- | --- | -- |
|                | Haus                                                                            | Kaiserstraße 1, Brunnenstraße 1                                                                                            |                     | Geschützt nach § 2 DSchG |    |
| Weitere Bilder | Botanisches Institut                                                            | Kaiserstraße 2a, 2b |                     | Botanisches Institut Geschützt nach § 2 DSchG |    |
|                | Ehemaliger Gasthof zum Grünen Baum                                              | Kaiserstraße 3 | 1903                | Ehemaliger Gasthof zum Grünen Baum, 1903 von Hermann Billing entworfen (im Bild links) Geschützt nach § 2 DSchG |    |
| Weitere Bilder | Jagdzeughaus, heute Universität                                                 | Kaiserstraße 4, 4a, 8, 8a, Otto-Ammann-Platz 9 (früher Kaiserstraße 6) (Uni-Gebäude Nr. 10.30, 10.31, 10.32, 10.33, 10.34) | 1777–1779, 1804     | Jagdzeughaus, heute Universität, Haupttrakt mit vier Nebengebäuden, 1777–1779 von Wilhelm Jeremias Müller, Hauptbau 1804 nach Plänen von Christian Theodor Fischer um ein Geschoss aufgestockt, aus dieser Zeit Kriegstrophäen auf den Torpfeilern zur Kaiserstraße, seit 1918 gehört die Baugruppe zur Universität, Hauptbau als Verkehrsmuseum genutzt, nach Kriegszerstörungen 1953–1956 durch das Staatliche Hochbauamt wiederaufgebaut, dabei im Inneren neu aufgeteilt, die Nebengebäude haben den Krieg ohne größere Schäden überstanden, dort unter anderem noch alte Treppen Geschützt nach § 28 DSchG |    |
|                | Haus                                                                            | Kaiserstraße 5 |                     | (im Bild rechts) Geschützt nach § 2 DSchG |    |
|                | Wohn- und Geschäftshaus                                                         | Kaiserstraße 9 | 1888                | Wohn- und Geschäftshaus, Neorenaissance-Fassade aus rotem Sandstein Geschützt nach § 2 DSchG |    |
|                | Triebwerke eines MAN-Zweitakt-Schiffs-Dieselmotors                              | Kaiserstraße 10, Vorplatz (Uni-Gebäude Nr. 10.23)                                                                          | 1960                | Triebwerke eines MAN-Zweitakt-Schiffs-Dieselmotors, Typ KZ 78/155, Baujahr 1960, Maschinenfabrik Augsburg Nürnberg AG (MAN), Werk Augsburg Denkmaleigenschaft wird geprüft |    |
|                | Nusselt-Hörsaal                                                                 | Kaiserstraße 10, Wilhelm-Nusselt-Weg 4 (Uni-Gebäude Nr. 10.23)                                                             | 1960/1961           | Kunst am Bau Ohne Titel von Klaus Arnold aus Beton Denkmaleigenschaft wird geprüft |    |
|                | Wohn- und Geschäftshaus                                                         | Kaiserstraße 11 | 1862                | Wohn- und Geschäftshaus, Bauherr Rud. Heilbronner Geschützt nach § 2 DSchG |    |
| Weitere Bilder | Ehrenhof                                                                        | Kaiserstraße 12 |                     | Friedrich-Eisenlohr-Denkmal, um 1855/1860 von Carl Trier Brunnen im Ehrenhof 1924–1925 von Max Laeuger Heinrich-Hertz-Denkmal, 1924–1925, Bronze-Büste von Mathilde Hertz, Architekturteile aus grauem Marmor von Max Laeuger Ehrenmal für die im Ersten Weltkrieg gefallenen Angehörigen der Technischen Hochschule, Bronzestatue „Fridericiana“ (Typus der Pallas Athene) 1925 von Bildhauer Karl Albiker Geschützt nach § 2 DSchG |    |
|                | Kriegerdenkmal für die 1870–1871 gefallenen Studenten des Polytechnikums        | Kaiserstraße 12, Eingangshalle                                                                                             | 1872–1873           | Kriegerdenkmal für die im Deutsch-Französischen Krieg 1870/1871 gefallenen Studenten von Heinrich Lang Geschützt nach § 2 DSchG |    |
|                | Wohn- und Geschäftshaus                                                         | Kaiserstraße 17 |                     | Wohn- und Geschäftshaus Geschützt nach § 2 DSchG |    |
|                | Wohn- und Geschäftshaus                                                         | Kaiserstraße 19 |                     | Wohn- und Geschäftshaus Geschützt nach § 2 DSchG |    |
|                | Haus                                                                            | Kaiserstraße 21 |                     | Geschützt nach § 2 DSchG |    |
| Weitere Bilder | Wohn- und Geschäftshaus                                                         | Kaiserstraße 23 | 1896                | Wohn- und Geschäftshaus, fünfgeschossig, bauzeitlicher Seitenflügel im Hof mit zweitem Treppenhaus, 1896 von W. Peter für den Privatier Mahler Geschützt nach § 2 DSchG |    |
|                | Haus                                                                            | Kaiserstraße 25 |                     | Geschützt nach § 2 DSchG |    |
|                | Haus                                                                            | Kaiserstraße 27 |                     | Geschützt nach § 2 DSchG |    |
|                | Haus                                                                            | Kaiserstraße 30 |                     | Geschützt nach § 2 DSchG |    |
|                | Wohn- und Geschäftshaus                                                         | Kaiserstraße 32 | 1888                | Wohn- und Geschäftshaus, viergeschossig, fünfachsig, kräftiges Dachgesims, reicher bildhauerischer Fassadenschmuck, zugehöriges Hinterhaus, 1888 Neubau durch und für Baugeschäft Gebr. Kirchenbauer & Daub (Karlsruhe), 1899 Umbau mit Ladenschaufenstern für den Buchbindermeister Wilhelm Zimmermann Geschützt nach § 2 DSchG |    |
|                | Haus                                                                            | Kaiserstraße 33 |                     | Geschützt nach § 2 DSchG |    |
|                | Haus                                                                            | Kaiserstraße 34a |                     | Geschützt nach § 2 DSchG |    |
|                | Wohn- und Geschäftshaus mit aufwändiger Fassadengestaltung über dem Erdgeschoss | Kaiserstraße 36, 36a |                     | Wohn- und Geschäftshaus mit aufwändiger Fassadengestaltung über dem Erdgeschoss Geschützt nach § 2 DSchG |    |
|                | Wohn- und Geschäftshaus                                                         | Kaiserstraße 38 | 1860                | Wohn- und Geschäftshaus, viergeschossig, 1860er Jahre Geschützt nach § 2 DSchG |    |
|                | Haus                                                                            | Kaiserstraße 39 |                     | Geschützt nach § 2 DSchG |    |
|                | ehemaliges Gasthaus „Zum Wilden Mann“                                           | Kaiserstraße 45 | 1720                | zweigeschossig, fünfachsig, erbaut zwischen 1720 und 1753, erster Eigentümer war der Gastwirt Krauten (1753) (im Bild links) Geschützt nach § 2 DSchG |    |
|                | Haus                                                                            | Kaiserstraße 46 |                     | um 1902/1903 von Curjel & Moser Geschützt nach § 2 DSchG |    |
|                | Das Seilerhäuschen                                                              | Kaiserstraße 47 |                     | Seilerhäuschen, Handwerkerwohnhaus, heute Wohn- und Geschäftshaus, zweigeschossig mit Fußwalm, vierachsig, nach dendrochronologischer Untersuchung 1723 erbaut, erster feststellbarer Eigentümer Seilermeister Schönherr (1739), im späten 18. Jhdt. aufgestockt, um 1880 um zweigeschossigen Anbau im Hof erweitert, Sanierung 1999 durch Georg Matzka von der Volkswohnung GmbH. Wohl ältestes erhaltenes Wohnhaus Karlsruhes (im Bild rechts) Geschützt nach § 2 DSchG |    |
|                | Wohn- und Geschäftshaus                                                         | Kaiserstraße 49 |                     | Wohn- und Geschäftshaus (im Bild links) Geschützt nach § 2 DSchG |    |
|                | Haus                                                                            | Kaiserstraße 51 |                     | (in der Bildmitte) Geschützt nach § 2 DSchG |    |
|                | Haus                                                                            | Kaiserstraße 53 |                     | (in der Bildmitte) Geschützt nach § 2 DSchG |    |
|                | Wohn- und Geschäftshaus                                                         | Kaiserstraße 55 |                     | Wohn- und Geschäftshaus (rechts der Bildmitte) Geschützt nach § 2 DSchG |    |
|                | Gaststätte Harmonie                                                             | Kaiserstraße 57 |                     | Geschützt nach § 2 DSchG |    |
|                | Haus                                                                            | Kaiserstraße 61 |                     | Geschützt nach § 2 DSchG |    |
|                | Wohn- und Geschäftshaus                                                         | Kaiserstraße 62 |                     | Wohn- und Geschäftshaus Geschützt nach § 2 DSchG |    |
|                | Wohn- und Geschäftshaus                                                         | Kaiserstraße 63 | um 1890/1900        | Geschützt nach § 2 DSchG |    |
|                | Ehemaliges Hotel                                                                | Kaiserstraße 64, Kreuzstraße 7                                                                                             | Ende des 19. Jhdts. | Hotel „Stadt Pforzheim“, heute Wohn- und Geschäftshaus, viergeschossig, historistische Fassade, Klinker mit heller Sandsteingliederung, Eckerker über drei Geschosse Geschützt nach § 2 DSchG |    |
|                | Wohn- und Geschäftshaus                                                         | Kaiserstraße 65 | 1890                | Wohn- und Geschäftshaus Geschützt nach § 2 DSchG |    |
|                | Wohn- und Geschäftshaus                                                         | Kaiserstraße 67, Waldhornstraße 25a                                                                                        | 1895?               | Wohn- und Geschäftshaus, ehem. „Merkt“, von Architekt Peter Geschützt nach § 2 DSchG |    |
|                | Wohn- und Geschäftshaus                                                         | Kaiserstraße 97 | 1897/1900           | Wohn- und Geschäftshaus, fünfgeschossig, fünfachsig, gelbe Hausteinfassade Geschützt nach § 2 DSchG |    |
|                | Wohn- und Geschäftshaus                                                         | Kaiserstraße 99 | um 1870/1890        | Wohn- und Geschäftshaus, fünfgeschossig, fünfachsig, gelbe Werksteinfassade, Stilelemente der Neorenaissance Geschützt nach § 2 DSchG |    |
|                | Wohn- und Geschäftshaus                                                         | Kaiserstraße 101, 103 | um 1870/1890        | Wohn- und Geschäftshaus, fünfgeschossig, sechsachsig, oberstes Geschoss als Mezzanin ausgebildet, Typus des italienischen Stadtpalastes, Bauherr Firma Christian Oertel Geschützt nach § 2 DSchG |    |
|                | Wohn- und Geschäftshaus                                                         | Kaiserstraße 105, 107 | 1895                | Wohn- und Geschäftshaus, fünfgeschossiger Massivbau, Satteldach mit Gauben und Zwerchhaus, gelbe Hausteinfassade mit reichem bauplastischem Dekor und Kielbogenmotiven, Vertikalgliederung durch Lisenen und Fensterbänder, Fensterbrüstungen in aufwändigem Blendmaßwerk, steinerne Fensterkreuze und Stufenfenster, teilweise mit ausgemalten Blendbögen, Architekten Curjel & Moser Geschützt nach § 2 DSchG |    |
|                | Wohn- und Geschäftshaus                                                         | Kaiserstraße 109 | 1899                | Wohn- und Geschäftshaus, fünfgeschossig, drei doppelte Fensterachsen, Fassade aus roten Klinkern und gelbem Haustein Geschützt nach § 2 DSchG |    |
|                | Wohn- und Geschäftshaus                                                         | Kaiserstraße 111 | um 1896/1900        | Wohn- und Geschäftshaus, fünfgeschossig, drei doppelte Fensterachsen, gelber Haustein, gotisierende Formen, Balkon mit gotisierender Maßwerkbrüstung, gotisierende Gauben Geschützt nach § 2 DSchG |    |
|                | Wohn- und Geschäftshaus                                                         | Kaiserstraße 115 / Adlerstraße                                                                                             | 1813                | Eckhaus, zwei-, später dreigeschossig, drei- und dreizehnachsig, Bauherr Eichelkraut (Besitzer der Weinwirtschaft „Zum König von England“), Entwurf wohl von Friedrich Weinbrenner (Bauamt), Ausführung durch Maurermeister Singer und Zimmermeister L. Weinbrenner Geschützt nach § 2 DSchG |    |
|                | Haus                                                                            | Kaiserstraße 117 |                     | Geschützt nach § 2 DSchG |    |
|                | Fassade eines Wohn- und Geschäftshauses                                         | Kaiserstraße 121 |                     | viergeschossig, Ausgang 19. Jh., bauhistorische interessante Fassadendetails im Bereich des zweiten und dritten Obergeschosses (nur Fassade unter Denkmalschutz) Geschützt nach § 2 DSchG |    |
|                | Haus Nagel                                                                      | Kaiserstraße 123, 125 |                     | Wohn- und Geschäftshaus, Doppelhaus, viergeschossig, achtachsig, rote und weiße Sandsteinfassade, Stilformen der Neorenaissance, zwei Balkone auf Konsolen, Bauherr Kaufmann Jacob Nagel, Architekt Josef Durm Geschützt nach § 2 DSchG |    |
|                | Haus                                                                            | Kaiserstraße 127 |                     | Geschützt nach § 2 DSchG |    |
| Weitere Bilder | Kleine Kirche                                                                   | Kaiserstraße 131 | 1773–1776           | bis 1821 Reformierte Kirche, 1773–1776 von Wilhelm Jeremias Müller in Formen des französischen Frühklassizismus, 1944 zerstört, 1946–1949 Wiederaufbau durch das Staatliche Hochbauamt, nun mit glattem Deckenspiegel, ältester Kirchenbau der Innenstadt, Turmhelm mit Fürstenhut Geschützt nach § 2 DSchG |    |
| Weitere Bilder | Wasserschöpfender Knabe                                                         | neben Kaiserstraße 131 | 1904–1905           | Brunnen mit Brunnenfigur „Wasserschöpfender Knabe“ von Konrad Taucher Geschützt nach § 2 DSchG |    |
|                | Fassade eines Wohn- und Geschäftshauses in Ecklage                              | Kaiserstraße 133 / Kreuzstraße                                                                                             | um 1830             | dreigeschossig, fünf- und dreiachsig, Bauherr Metzgermeister Carl Kiefer, 1880 Ladeneinbau, 1886 Fassadenbalkon, 1904 Gauben, 1973/1974 moderner Innenausbau Geschützt nach § 2 DSchG |    |

## Karl-Friedrich-Straße
| Bild           | Bezeichnung                                    | Lage                                       | Datierung         | Beschreibung | ID |
| -------------- | ---------------------------------------------- | ------------------------------------------ | ----------------- | --- | -- |
| Weitere Bilder | Verfassungssäule und Brunnen                   | Karl-Friedrich-Straße, Rondellplatz        | 1822              | Eine Konstitutionssäule mit Brunnen, auch Großherzog-Karl-Denkmal, zwei Greifen flankieren den Sockel des Monuments mit eingelassenem Bronzemedaillon des Großherzogs, darüber ein Obelisk, errichtet nach Entwurf Friedrich Weinbrenners, 1822–24, Bildhauerarbeiten durch Aloys Raufer unter anderem, 1822–32, Bronzeguss durch Gürtlermeister Raup und Tobias Günther, die Greifen wurden 1911 ersetzt, Einfriedung und Abweisstein um 1930 verändert. Schutzgut: Gesamtes Objekt. Sachgesamtheit „Via Triumphalis“ Geschützt nach § 28 DSchG |    |
|                | Wohn- und Geschäftshaus, heute Modehaus Schöpf | Karl-Friedrich-Str. 5, Kaiserstr. 137, 139 | 1808              | Wohn- und Geschäftshaus, heute Modehaus Schöpf, 1808–09 ursprünglich nach einem Entwurf Friedrich Weinbrenners errichtet (vgl. Hea-Jee Im, Karlsruher Bürgerhäuser, 2004), 1949-1953 Wiederaufbau des Gebäudes in zwei Bauabschnitten durch Bruno Laurson aus Karlsruhe für Carl Schöpf, unter Bauauflage der Fassadennachbildung der gegenüberliegenden Städtischen Sparkasse (Karl-Friedrich-Str. 8). Schutzgut: Straßenfassaden des Eckhauses, Dach. Sachgesamtheit „Via Triumphalis“ Geschützt nach § 28 DSchG |    |
|                | Geschäftshaus                                  | Karl-Friedrich-Str. 7, Zähringerstr. 94    | 1808              | Geschäftshaus, heute Commerzbank, Eckhaus, viergeschossig, erbaut 1808–09, Bauherr Cafetier Zum Zähringer Hof Meyer, Entwurf Friedrich Weinbrenner (vgl. Hea-Jee Im, Karlsruher Bürgerhäuser, 2004). Das Gebäude wurde 1951–52 nach Plänen von Erich Schelling unter Reparatur und Rekonstruktion der Marktplatzfassade und der Hinzufügung einer modernen Fassade zur Zähringerstraße errichtet. Wiederaufbau des 1809 von Friedrich Weinbrenner errichteten Hotel Grosse. Auftraggeber war die Allgemeine Bankgesellschaft Stuttgart. Sachgesamtheit „Via Triumphalis“ Geschützt nach § 2 DSchG |    |
| Weitere Bilder | Evangelische Stadtkirche                       | Karl-Friedrich-Str. 9, 11, 13              | 1807              | Evangelische Stadtkirche mit Bauten des früheren Lyzeums, 1807–16 von Friedrich Weinbrenner, 1840 wurde in den Kellergewölben durch Heinrich Hübsch eine Krypta eingefügt, sie diente bis 1946 als Familiengruft der Markgrafen von Baden, 1944 ausgebrannt, seit 1958 befindet sich unter der Kirche das Grab Friedrich Weinbrenners, zugehörige Seitengebäude des früheren Lyzeums. Der Wiederaufbau der Anlage wurde 1949 mit Karl-Friedrich-Str. 9 begonnen, 1951–58 Wiederaufbau der Stadtkirche durch Horst Linde vom Staatlichen Hochbauamt unter Rekonstruktion des Äußeren und Neugestaltung des Inneren, Außenbau als Tempelfassade mit umlaufendem Fries, quadratischer Ostturm mit Spitze mit bekrönendem Engel mit Friedenspalme von Alois Raufer, moderne Chorfenster von Georg Meistermann, Otto Herbert Hajek schuf Altarkreuz und Taufbecken. Schutzgut: Kirche und alle Gebäude. Sachgesamtheit „Via Triumphalis“ Geschützt nach § 28 DSchG |    |
| Weitere Bilder | Ehemaliges Bezirksamtgebäude                   | Karl-Friedrich-Str. 15                     | 1896              | Bezirksamtgebäude, heute Landespolizeidirektion, Sandsteingebäude im Stil der Neorenaissance auf einem Eckgrundstück, 1896-1899 von Josef Durm. Das Gebäude ersetzte das Anwesen des ersten Karlsruher Oberbürgermeisters Wilhelm Christian Griesbach, der hier als Tabakfabrikant eine Manufaktur unterhielt, das Gebäude war im 2. Weltkrieg Krieg im Dachbereich beschädigt. Schutzgut: Gesamtes Gebäude. Sachgesamtheit „Via Triumphalis“ Geschützt nach § 2 DSchG |    |
| Weitere Bilder | Landesgewerbeamt                               | Karl-Friedrich-Str. 17, Markgrafenstr. 54  | 1954              | Ehem. Landesgewerbeamt, Baukomplex des früheren Landesgewerbeamtes, Ausstellungsbau und zugehörige Werkstattbauten, Fassaden, die frühere Landesgewerbehalle an gleicher Stelle wurde 1943 zerstört, Neubau durch das Bezirksbauamt Karlsruhe, später Staatliches Hochbauamt (Kallmeyer) in drei Bauabschnitten: Werkstattbau (1954–57), Zwischenbau (1958–61), Ausstellungsgebäude mit Büros und Bibliothek (1961–64). Zeittypische anspruchsvolle Raumgestaltung der Schauräume. Geschützt nach § 2 DSchG |    |
| Weitere Bilder | Ehemaliges Markgräflich-Hochbergsches Palais   | Karl-Friedrich-Str. 23                     | 1960 Wiederaufbau | Markgräflich-Hochbergschen Palais, heute Teil eines Bankgebäudes (BBBank), erbaut nach Plänen Friedrich Weinbrenners, Bauherr war Markgraf Karl-Friedrich für die Söhne seiner zweiten Frau, der Reichsgräfin Luise Karoline von Hochberg, 1805–13, Zerstörung 1942, 1960–63 Wiederaufbau von den Architekten Möckel und Schmidt für die Zentralkasse der Südwestdeutschen Volksbanken unter Bewahrung der erhaltenen Fassade am Rondellplatz, aber unter Verzicht auf die Rekonstruktion der Seitenflügel, die Neubauten vollziehen jedoch die Raummaße der Vorgängerbauten nach, zugehörige Innengestaltung der Wiederaufbauzeit (auch Teil der Sachgesamtheit Via Triumphalis, § 2 DSchG), § 2 DSchG. Geschützt nach § 28 DSchG |    |

## Kreuzstraße
| Bild           | Bezeichnung                                | Lage                                   | Datierung | Beschreibung | ID |
| -------------- | ------------------------------------------ | -------------------------------------- | --------- | --- | -- |
|                | Marktfrauen-Figur aus Muschelkalk          | Kreuzstraße, hinter der Kleinen Kirche | 1928      | Marktfrauen-Figur aus Muschelkalk auf einem Postament, 1928 von Hermann Föry Geschützt nach § 2 DSchG |    |
|                | Ehemaliges Pfarrhaus                       | Kreuzstr. 10, Ecke Zähringerstraße     | 1811      | Pfarrhaus, heute Wohn- und Geschäftshaus, Eckhaus, dreigeschossig, neun- und fünfachsig, ursprünglich als reformiertes Pfarrhaus errichtet, Entwurf von Friedrich Weinbrenner (Bauamt), Ausführung Zimmermeister Küntzle sen. und Witwe des Maurermeisters Weilbier, 1811 (vgl. Hea-Jee Im, Karlsruher Bürgerhäuser, 2004), wohl veränderter Wiederaufbau nach dem Krieg. Geschützt nach § 2 DSchG |    |
|                | Stadtkommandantschaft, später Oberschulamt | Kreuzstr. 11, Ecke Zähringerstraße     | 1811      | Stadtkommandantschaft, später Oberschulamt, Eckhaus, dreigeschossig, neun- und dreiachsig, Bauherr Baumeister Berckmüller, Ausführung Zimmermeister L. Weinbrenner, 1811, nach Fertigstellung an den Badischen Staat verkauft, dann als Polizeidirektion als Stadtkommandantschaft genutzt, (vgl. Hea-Jee Im, Karlsruher Bürgerhäuser, 2004). Geschützt nach § 28 DSchG |    |
| Weitere Bilder | Staatliches Schulamt                       | Kreuzstr. 15                           |           | Staatliches Schulamt, jetzt Hans-Thoma-Schule Geschützt nach § 2 DSchG |    |
|                | Rechenzentrum der L-Bank                   | Kreuzstr. 16, 18, 20, Markgrafenstraße | 1989      | Rechenzentrum der L-Bank, 1989-1992 Denkmaleigenschaft wird geprüft. |    |
|                | Haus                                       | Kreuzstr. 17                           |           | Geschützt nach § 2 DSchG |    |
|                | Haus                                       | Kreuzstr. 19                           |           | Geschützt nach § 2 DSchG |    |
|                | Haus                                       | Kreuzstr. 21                           |           | Geschützt nach § 2 DSchG |    |
|                | Haus                                       | Kreuzstr. 23                           |           | Geschützt nach § 2 DSchG |    |
|                | Wohn- und Geschäftshaus                    | Kreuzstr. 24                           | 1870      | Wohn- und Geschäftshaus, zwischen 1870-1890 erbaut. Geschützt nach § 2 DSchG |    |
|                | Wohn- und Geschäftshaus.                   | Kreuzstr. 25                           |           | Wohn- und Geschäftshaus. Geschützt nach § 2 DSchG |    |
|                | Haus                                       | Kreuzstr. 27                           |           | Geschützt nach § 2 DSchG |    |
|                | Wohn- und Geschäftshaus                    | Kreuzstr. 31                           | 1889      | Wohn- und Geschäftshaus, viergeschossiger und unverputzter Massivbau mit rückwärtigem Seitenflügel und zweistöckigem Magazin im Hof, Fassade mit polychromer Ziegel- und Werksteingliederung, Erdgeschoss mit Ladeneinbau, 1889 für den Schlossermeister Friedrich Lang von dem Architekten J. Herbig als Wohnhaus mit (…) Magazin errichtet, 1899 Verlängerung des Seitenflügels mit dreistöckigem Anbau mit Badenzimmern und 1926 Anlage einer Tordurchfahrt für die Ledermanufaktur Julius Freund und Strauß durch das Baugeschäft Karl Augenstein, 1968 weitgehende Wiederherstellung des Dachstuhls nach Brandschaden, die Dachgaupen wurden dabei zu zwei durchgehenden Dachgaupen überformt. Geschützt nach § 2 DSchG |    |
|                | Haus                                       | Kreuzstr. 33                           |           | Geschützt nach § 2 DSchG |    |
|                | Haus                                       | Kreuzstr. 35                           |           | Geschützt nach § 2 DSchG |    |
|                | Haus                                       | Kreuzstr. 37                           |           | Geschützt nach § 2 DSchG |    |

## Kriegsstraße
| Bild | Bezeichnung                                | Lage                 | Datierung | Beschreibung | ID |
| ---- | ------------------------------------------ | -------------------- | --------- | --- | -- |
|      | Wohn- und Geschäftshaus                    | Kriegsstr. 76        | 1884      | Wohn- und Geschäftshaus, viergeschossig, aufwändige Sandsteinfassade im Stil der Neorenaissance, 1884 durch das Karlsruher Bautechnische Bureau für den Bauherrn Glaser, 1889 Ladeneinbau (1899 Umbau durch Hugo Slevogt für den Conditormeister Carl Freund), 1917 und 1927 Umbau Rückgebäude. Geschützt nach § 2 DSchG |    |
|      | Hotel Victoria                             | Kriegsstr. 78        | 1883      | Hotel Victoria (urspr. Hotel Royal), viergeschossig und siebenachsig, eingeschossiger Anbau zur Ecke Adlerstraße, 1883–84 von Gustav Ziegler, 1913 Dachumbau, 1920 Arbeiterpensionskasse der Reichsbahn. Geschützt nach § 2 DSchG |    |
|      | Wohn- und Geschäftshaus                    | Kriegsstr. 80        | 1883      | Wohn- und Geschäftshaus, viergeschossig, Sandsteinfassade in Stile der Neorenaissance, 1883 durch das Bauunternehmen Kirchenbauer und Daub, Planung durch Daub, Hintergebäude 1896 durch die Architekten Curjel & Moser, 1955 moderner Ladeneinbau, 1966 Dachausbau. Geschützt nach § 2 DSchG |    |
|      | Wohn- und Geschäftshaus                    | Kriegsstr. 82        | 1890      | Wohn- und Geschäftshaus, viergeschossig, fünfachsig, Sandstein- und Klinkerfassade, Stilformen der Neorenaissance, Balkon und zentrale Loggia auf Konsolen, moderner Ladeneinbau, um 1890. Geschützt nach § 2 DSchG |    |
|      | Mietwohnhaus mit Restaurant und Gartensaal | Kriegsstr. 84        | 1883      | Mietwohnhaus mit Restaurant und Gartensaal, viergeschossig und fünfachsig, Steinfassade in den Stilformen der Neorenaissance, 1883 durch das Karlsruher Bautechnisches Bureau für W. L. Goldschmidt, 1889 Gartensaal durch Kempermann & Slevogt für Heinrich Christian Rösch, 1910 Kinosaal, 1931 Umbau des Dachgeschosses durch Missionsgesellschaft Sieben-Tages-Adventisten, 1946 Wiederaufbau nach Kriegszerstörungen. Geschützt nach § 2 DSchG |    |
|      | Wohn- und Geschäftshaus                    | Kriegsstr. 86        | 1883      | Wohn- und Geschäftshaus, dreigeschossig und vierachsig, Sandsteinfassade in den Stilformen der Neorenaissance, bezeichnet 1883, 1883 von dem Architekten H. Ziegler für den Anwalt Dr. Blum, 1898–99 Ladeneinbau. Geschützt nach § 2 DSchG |    |
|      | Nassauer Hof                               | Kriegsstr. 88        | 1889      | Wohnhaus, später Gasthof Nassauer Hof mit Saalanbau, viergeschossig und Mezzanin, Sandstein- und Klinkerfassade in den Stilformen der Neorenaissance, 1889 von G. Füster für den Glasermeister Ludwig Seiderer, 1906 Umbau zum Gasthof mit Saalanbau zu Hof durch die Architekten Curjel & Moser, nach dem 2. Weltkrieg Altersheim der Ev. Stadtmission, 1964 Einbau eines Aufzugs. Geschützt nach § 2 DSchG |    |
|      | Hotel National                             | Kriegsstr. 90        | 1889      | Hotel National, fünfgeschossig und fünfachsig, Sandsteinfassade im Stil der Neorenaissance, 1889 von G. Füster für Ludwig Seiderer, 1906 erweitert, 1924 Anbau eines Ausstellungsraumes im Rückgebäude. Geschützt nach § 2 DSchG |    |
|      | Wohn- und Geschäftshaus                    | Kriegsstr. 92        | 1888      | Wohn- und Geschäftshaus, viergeschossig und Mezzanin, fünfachsig mit Risalit, Sandstein- und Klinkerfassade im Stil der Neorenaissance. Geschützt nach § 2 DSchG |    |
|      | Hotel Royal                                | Kriegsstr. 94        |           | Hotel Royal, Wohn- und Geschäftshaus, viergeschossig, fünfachsig, Sandstein- und Klinkerfassade im Stil der Neorenaissance, Seitenrisaliten reichen bis in die Dachzone. Geschützt nach § 2 DSchG |    |
|      | Wohn- und Geschäftshaus mit Gaststätte     | Kriegsstr. 96        | 1889      | Wohn- und Geschäftshaus mit Gaststätte, Eckhaus, Sandstein- und Klinkerfassade im Stil der Neorenaissance, 1889 von Gustav Ziegler als Wohnhaus mit Gaststätte für Freiherrn W. von Seldeneck, 1946 Instandsetzung von Kriegszerstörungen durch Brand (Dachstockerneuerung, zwei zusätzliche Gauben). Geschützt nach § 2 DSchG |    |
|      | Stundenbrunnen                             | Neben Kriegsstr. 100 | 1978      | Stundenbrunnen, der Brunnen besteht aus zwölf großen, flach gerundeten Bronzegefäßen mit Pflanzenornamenten, Wasserbecken mit Pflasterauskleidung, erstellt 1978 nach Entwürfen des Bildhauers Gerhard Karl Huber (geb. 1941) aus Karlsruhe im Auftrag des Bundespostministeriums nach einem Wettbewerb, Bronzeguss durch die Firma Gablenz in Weingarten, Inschriftentafel am Bassin: Stundenbrunnen / 1978 / Von Gerhard Karl Huber / Jede der 24 Seiten / der 12 Brunnenelemente / symbolisiert mit ihrem ornamentalen Zeiger / eine der 24 Stunden / eines Tages. Geschützt nach § 2 DSchG |    |

## Kronenplatz
| Bild           | Bezeichnung   | Lage                         | Datierung | Beschreibung                                                    | ID |
| -------------- | ------------- | ---------------------------- | --------- | --------------------------------------------------------------- | -- |
| Weitere Bilder | Narrenbrunnen | Kronenplatz, Zähringerstraße | 1984      | Narrenbrunnen, 1984/97, Markus Lüpertz Geschützt nach § 2 DSchG |    |

## Kronenstraße
| Bild           | Bezeichnung             | Lage                            | Datierung | Beschreibung | ID |
| -------------- | ----------------------- | ------------------------------- | --------- | --- | -- |
|                | Wohn- und Geschäftshaus | Kronenstr. 4                    | 1839      | Wohn- und Geschäftshaus, zweigeschossig, vierachsig, erbaut wohl im 18. Jh, Anbau Hofgebäude 1839 (Bauherr Nussberger), Fassadenrenovierung wohl um 1840, (vgl. Hea-Jee Im, Karlsruher Bürgerhäuser, 2004). Geschützt nach § 2 DSchG                                  |    |
| Weitere Bilder | Ehemalige Synagoge      | Kronenstr. 15                   | 1873      | Ehemalige Synagoge, 1798–1806 von Friedrich Weinbrenner erbaut, 1871 abgebrannt, 1873–1875 Neubau von Josef Durm im Neorenaissance-Stil, 1938 zerstört. Geschützt nach § 2 DSchG                                                                                      |    |
|                | Doppelmietswohnhaus     | Kronenstr. 18-20                | 1930      | Doppelmietswohnhaus, viergeschossiger traufständiger Putzbau im Stil der neuen Sachlichkeit, zwei mehrgeschossige Erker zur Straßenseite, Loggienbalkons auf der Hofseite, sehr vollständige historische Ausstattung, zugehörige Hofgebäude. Geschützt nach § 2 DSchG |    |
|                | Wohn- und Geschäftshaus | Kronenstr. 22                   | um 1890   | Viergeschossiger und traufständiger Putzbau in den Stilformen des Spätklassizismus, Ladenlokal mit gusseiserner Umrahmung. Geschützt nach § 2 DSchG |    |
| Weitere Bilder | Hohenzollernhaus        | Kronenstr. 26, Zähringerstr. 72 |           | Geschützt nach § 2 DSchG |    |

## Lidellplatz
| Bild           | Bezeichnung   | Lage        | Datierung | Beschreibung | ID |
| -------------- | ------------- | ----------- | --------- | --- | -- |
| Weitere Bilder | Lidellbrunnen | Lidellplatz | 1872      | Lidell-Brunnen, 1872–76 von Hermann Volz, Kopie von Fritz Schoch, 1975, Erhaltung der Originalsubstanz nicht mehr vertretbar, Christoph Lidell (1720-1793) war markgräflicher Rentkammerrat. Geschützt nach § 2 DSchG |    |

## Markgrafenstraße
| Bild           | Bezeichnung                        | Lage                              | Datierung | Beschreibung | ID |
| -------------- | ---------------------------------- | --------------------------------- | --------- | --- | -- |
|                | Alte Pfandleihe, heute Stadtarchiv | Markgrafenstr. 29                 | 1885      | „Alte Pfandleihe“, heute Stadtarchiv, Vorderhaus und Seitenflügel. Geschützt nach § 2 DSchG |    |
|                | Wohn- und Geschäftshaus            | Markgrafenstr. 30a                | 1902      | Wohn- und Geschäftshaus, Stilformen des Historismus und des Jugendstil, 1902 von Friedrich Benzinger. Geschützt nach § 2 DSchG |    |
|                | Wohn- und Geschäftshaus            | Markgrafenstr. 31                 | 1810      | Wohn- und Geschäftshaus, zweigeschossig, vierachsig, Bauherr Zimmermeister Küentzle sen, Ausführung Witwe Maurermeister Marbe, 1810, Erdgeschoss umgebaut. Geschützt nach § 2 DSchG |    |
|                | Klassizistische Wohnhausreihe      | Markgrafenstr. 32, 34, 36, 38, 40 | 1817      | Klassizistische Wohnhausreihe, Wohn- und Geschäftshaus, dreigeschossig, Ausführung Maurermeister Zeunert (Zeuner), er reicht einen Plan für die Gebäude Markgrafenstr. 32-40 ein, dabei sind die Gebäude 32, 34 und 36 architektonisch als eine Einheit ausgebildet, wohl 1817 erbaut (Sachgesamtheit). Geschützt nach § 2 DSchG |    |
|                | Haus                               | Markgrafenstr. 35                 |           | Geschützt nach § 2 DSchG |    |
| Weitere Bilder | Hans-Thoma-Schule                  | Markgrafenstr. 42                 | 1879      | Hans-Thoma-Schule, Grundschule, Otto Warth. Geschützt nach § 2 DSchG |    |
|                | Wohnhaus                           | Markgrafenstr. 45                 | 1790      | Wohnhaus, heute Geschäftshaus, zwei-, später viergeschossig, fünfachsig, Bauherr Maurermeister Peter, 1790, späterer Ladeneinbau, (vgl. Hea-Jee Im, Karlsruher Bürgerhäuser, 2004). Geschützt nach § 2 DSchG |    |
|                | Wohnhaus                           | Markgrafenstr. 47                 | 1790      | Wohnhaus, dreigeschossig, fünfachsig, Rundbogentor, Erdgeschoss mit Bandrustika, Bauherr Maurermeister Johann Adam Holb, 1790, (vgl. Hea-Jee Im, Karlsruher Bürgerhäuser, 2004). Geschützt nach § 28 DSchG |    |
|                | Haus                               | Markgrafenstr. 52                 |           | Geschützt nach § 2 DSchG |    |

## Otto-Ammann-Platz
| Bild           | Bezeichnung                                                | Lage                                      | Datierung | Beschreibung | ID |
| -------------- | ---------------------------------------------------------- | ----------------------------------------- | --------- | --- | -- |
| Weitere Bilder | Schnellzug-Dampf-Lokomotive der Pfalzbahn Königin Maria    | Otto-Ammann-Platz                         | 1891      | Schnellzug-Dampf-Lokomotive der Pfalzbahn „Königin Maria“. Denkmaleigenschaft wird geprüft.                          |    |
| Weitere Bilder | Altes Bauingenieurgebäude                                  | Otto-Ammann-Platz 1                       | 1920      | Altes Bauingenieurgebäude, Gebäude im Stil des Neuklassizismus, von Walter Sackur, 1920–22. Geschützt nach § 2 DSchG |    |
|                | Älterer Teil der Versuchsanstalt für Stahl Holz und Steine | Otto-Ammann-Platz 7 (Uni-Geb. Nr.: 10.70) |           | Älterer Teil der Versuchsanstalt für Stahl Holz und Steine Geschützt nach § 2 DSchG                                  |    |

## Reinhard-Baumeister-Platz
| Bild           | Bezeichnung | Lage                      | Datierung | Beschreibung | ID |
| -------------- | ----------- | ------------------------- | --------- | --- | -- |
| Weitere Bilder | Prüfpresse  | Reinhard-Baumeister-Platz | 1941/42   | Prüfpresse für 5000t, gebaut von MAN, Werk Nürnberg, 1941/42 aufgestellt in der Versuchsanstalt für Stahl Holz und Steine, Entwurf Prof. Dr. Ing. E. Gaber, größte Prüfpresse der Welt, zusammengehörig mit dem eigens errichteten Turmgebäude, nicht mehr funktionsfähig, Aufstellung im Freien, Geschützt nach § 2 DSchG |    |

## Richard-Willstätter-Allee
| Bild           | Bezeichnung               | Lage                        | Datierung | Beschreibung              | ID |
| -------------- | ------------------------- | --------------------------- | --------- | ------------------------- | -- |
| Weitere Bilder | Fasanengarten-Schlösschen | Richard-Willstätter-Allee 2 | 1765      | Geschützt nach § 28 DSchG |    |

## Schlossbezirk
| Bild           | Bezeichnung                                                    | Lage                   | Datierung | Beschreibung | ID |
| -------------- | -------------------------------------------------------------- | ---------------------- | --------- | --- | -- |
| Weitere Bilder | Großherzogliches Residenzschloss, heute Badisches Landesmuseum | Schlossbezirk 1, 6, 10 | 1715      | Großherzogliches Residenzschloss, heute Badisches Landesmuseum, achteckiger Schlossturm 1715–18 als ursprüngliches Jagdschloss des Markgrafen Karl Wilhelm von Johann Heinrich Schwarz, 1785 von Wilhelm Jeremias Müller v. a. in Fassade und Kuppel verändert, südlich das ursprünglich in Fachwerk von Friedrich von Batzendorf errichtete Schloss, über eine Galerie angebunden, 1752–75 Umbau des Schlosses durch Friedrich von Kesslau, dabei Mitteltrakt auf drei Geschosse erhöht und Mittel- und Eckrisalite errichtet, seitliche Pavillonbauten, jeweils zwei Wachgebäude und Schilderhäuschen, Rokokogitter von Melchior Hugenest, plastischer Schmuck durch Ignaz Lengelacher, 1944 schwer beschädigt, 1950–66 durch das Staatliche Hochbauamt rekonstruiert, das Innere wurde dabei der modernen Museumsnutzung angepasst. Geschützt nach § 28 DSchG |    |
|                | Denker                                                         | Schlossbezirk 11       | 1961      | Bronzeskulptur, 1961 von Karl-Heinz Krause. Geschützt nach § 2 DSchG |    |

## Schlossplatz
| Bild           | Bezeichnung                                                   | Lage                                                    | Datierung | Beschreibung | ID |
| -------------- | ------------------------------------------------------------- | ------------------------------------------------------- | --------- | --- | -- |
| Weitere Bilder | Ehemalige Finanzkanzlei, heute Regierungspräsidium Karlsruhe  | Schlossplatz 1, 3                                       | 1830      | Finanzkanzlei, später Finanzministerium, heute Regierungspräsidium Karlsruhe, Vierflügelanlage mit Innenhof, Fassade gegen das Schloss mit Arkaden, unverputzter Ziegelbau, 1830–33 von Heinrich Hübsch, 1890 dreigeschossiger hofseitiger Anbau an den Südflügel, nach Kriegsschäden im 2. Weltkrieg 1953 Wiederaufbau der Seitentrakte zum Schloss mit zusätzlichem dritten Stock durch das Staatliche Hochbauamt. Geschützt nach § 2 DSchG |    |
|                | Staatsschuldenverwaltung, heute Regierungspräsidium Karlsruhe | Adlerstr.1, Schlossplatz 4–6, Zirkel 8–10               | 1910      | Staatsschuldenverwaltung, heute Regierungspräsidium Karlsruhe, 1910–13 von Friedrich Ostendorf, Erweiterung 1933, ursprünglich zweigeschossig, Wiederaufbau 1950 dreigeschossig durch das Staatliche Hochbauamt. Geschützt nach § 2 DSchG |    |
|                | Landeskreditbank                                              | Adlerstr. 2, Kreuzstr. 1, Schlossplatz 8, 10, Zirkel 18 | 1982      | Landeskreditbank, 1978–1983 von Heinz Mohl, Säulenfiguren und Fassadenplastiken aus Bronze von Jürgen Goertz. Geschützt nach § 2 DSchG |    |
| Weitere Bilder | Landeskreditbank                                              | Schlossplatz 12                                         | 1954      | Gebäude der L-Bank, 1954–57 durch Hermann Blomeier aus Konstanz, unter Auflage einer Dachneigung von 40 Grad und einer proportionalen Angleichung an die Nachbargebäude des Schlossplatzes. Schutzgut: Gesamtes Gebäude. Sachgesamtheit „Via Triumphalis“ Geschützt nach § 2 DSchG |    |

## Steinstraße
| Bild | Bezeichnung              | Lage          | Datierung | Beschreibung | ID |
| ---- | ------------------------ | ------------- | --------- | --- | -- |
|      | Haus                     | Steinstr. 13  |           | Geschützt nach § 2 DSchG |    |
|      | Gewerbehof               | Steinstr. 23  |           | Gewerbehof, zugehörig Wohnhaus zur Steinstraße, großes westliches Hofgebäude (unter anderem Café Palaver), zweigeschossiger östlicher Werkstattbau und südliche Holzlaube im Hof. Geschützt nach § 2 DSchG |    |
|      | Wohnhaus                 | Steinstr. 27  | 1810      | Wohnhaus, dreigeschossig, fünfachsig, Bauherr war der Magazinverwalter (Militärspitalverwalter) Reiß (Reis), Ausführung Baumeister Berckmüller, 1810-1811. Geschützt nach § 2 DSchG |    |
|      | Heidelberger Schlösschen | Steinstr. 27b | 1893      | Heidelberger Schlösschen, heute Wohngebäude, dreigeschossiger unverputzter Sandsteinbau mit rundem Treppenturm, Fassaden mit hervorstehenden Bossenquadern, 1893 als Pferdestall durch den Baumeister Karl-Friedrich Augenstein aus Karlsruhe für eigenen Bedarf, bis zum 1. Weltkrieg wurden hier Pferde von Offizieren untergestellt. Geschützt nach § 2 DSchG                                                  |    |
|      | Wohnhaus                 | Steinstr. 29  | 1810      | Wohnhaus, dreigeschossig, fünfachsig, Rundbogentor, Bauherr Läufer Kies (Kieß), Ausführung Baumeister Berckmüller, und Zimmermeister Küentzle sen., 1810, 1859 für den Weinhändler Franz Fischer, dreigeschossiges Vorderhaus mit rückwärtigem Seitenflügel, 1893 Anbau Backsteinbau mit Kleinwohnungen, 1902 Anbau Küferwerkstatt, die Gebäude bilden eine Sachgesamtheit (Plate/2000). Geschützt nach § 2 DSchG |    |
|      | Wohnhaus mit Torfahrt    | Steinstr. 31  | 1806      | Wohnhaus mit Torfahrt, Eckhaus, zweigeschossig, vier- und dreiachsig, Bauherr Schreinermeister Jakob Wagner, Ausführung Zimmermeister Ludwig Weinbrenner, nicht zugehöriges Hinterhaus. Geschützt nach § 2 DSchG |    |

## Straße am Forum
| Bild | Bezeichnung                                             | Lage                                                             | Datierung | Beschreibung | ID |
| ---- | ------------------------------------------------------- | ---------------------------------------------------------------- | --------- | --- | -- |
|      | Wandreliefs im Lesesaal                                 | Straße am Forum 2 (Uni-Geb. Nr.:30.50)                           | 1963      | Wandreliefs Wir und die Sonne-Wir und die Geometrie, 1963/64, Wander Bertoni. Denkmaleigenschaft wird geprüft.                              |    |
|      | Plastik 10/1972                                         | Straße am Forum 2, südwestl. Außenbereich, (Uni-Geb. Nr.: 30.50) | 1972      | Plastik 10/1972, 1972, Alf Lechner, Stahl. Geschützt nach § 2 DSchG                                                                         |    |
|      | Turm/Haus-Haus                                          | Straße am Forum 4, Mensa, Lichthof (Uni-Geb.Nr.: 01.13)          | 1989      | Turm/Haus-Haus, 1989, Werner Pokorny. Denkmaleigenschaft wird geprüft.                                                                      |    |
|      | Institut für Mechanische Verfahrenstechnik und Mechanik | Straße am Forum 8 (Uni.Nr.:30.70)                                | 1962      | Institut für Mechanische Verfahrenstechnik und Mechanik. Eingangshalle: „Ohne Titel“, 1962, Erich Hauser, Klinker. Geschützt nach § 2 DSchG |    |

## Waldhornplatz
| Bild | Bezeichnung        | Lage            | Datierung | Beschreibung                                                                        | ID |
| ---- | ------------------ | --------------- | --------- | ----------------------------------------------------------------------------------- | -- |
|      | Verwaltungsgebäude | Waldhornplatz 1 | 1978      | Verwaltungsgebäude, von Karl Heinz Götz, 1978–1980 Denkmaleigenschaft wird geprüft. |    |

## Waldhornstraße
| Bild | Bezeichnung                                        | Lage            | Datierung        | Beschreibung | ID |
| ---- | -------------------------------------------------- | --------------- | ---------------- | --- | -- |
|      | Fassade eines Wohn- und Geschäftshauses in Ecklage | Waldhornstr. 31 |                  | Fassade eines Wohn- und Geschäftshauses in Ecklage, rückwärtiger Teil in den 1980er Jahren durchgängig modernisiert. Geschützt nach § 2 DSchG |    |
|      | Stadthaus mit Garten                               | Waldhornstr. 43 | 1984             | Errichtet im Rahmen des Werkbundprojekts Dörfle, dreigeschossiger Putzbau als Eckgebäude, 1984 nach Plänen von Gerd Gassmann und Georg Kasimir (Teil der Sachgesamtheit Stadthäuser, siehe auch dort). Geschützt nach § 2 DSchG                                            |    |
|      | Stadtwohnhaus mit Garten                           | Waldhornstr. 45 |                  | Geplant und gebaut im Rahmen der Werkbundsiedlung Werkbundhäuser im Dörfle, dreigeschosser Putzbau mit Tonnendach, errichtet nach Plänen von Friedrich Lehmann und Annelie Memcke-Lehmann (Teil der Sachgesamtheit Stadthäuser, siehe auch dort). Geschützt nach § 2 DSchG |    |
|      | Stadthaus mit Garten                               | Waldhornstr. 47 | 1985             | Errichtet im Rahmen des Werkbundprojekts Dörfle, dreigeschossiger und traufständiger Putzbau mit Satteldach und straßenseitiger Loggia, 1985 von Dietrich Oertel aus Karlsruhe (Teil der Sachgesamtheit Stadthäuser, siehe auch dort). Geschützt nach § 2 DSchG            |    |
|      | Stadthaus mit Garten                               | Waldhornstr. 49 | 1986             | Errichtet im Rahmen des Werkbundprojekts Dörfle, dreigeschossiges traufständiges Gebäude mit roter Ziegelfassade und Tonnendach, 1986 von Heinz Mohl (Teil der Sachgesamtheit Stadthäuser, siehe auch dort). Geschützt nach § 2 DSchG                                      |    |
|      | Stadthaus                                          | Waldhornstr. 51 | 1992             | Errichtet im Rahmen der Werkbundsiedlung Dörfle, dreigeschossiges Wohnhaus mit Loggia über ebenerdiger Parkebene, 1992 nach Plänen von Barbara Jakubeit und Johannes Jakubeit (Teil der Sachgesamtheit Stadthäuser, siehe auch dort). Geschützt nach § 2 DSchG             |    |
|      | Wohn- und Geschäftshaus                            | Waldhornstr. 53 | 1780             | Wohn- und Geschäftshaus, Eckhaus, drei- und achtachsig, zweigeschossig, dreiachsig, Bauherr unbekannt, um 1780, Gebäude aus zwei Teilen zusammengefasst (vgl. Hea-Jee Im, Karlsruher Bürgerhäuser, 2004). Geschützt nach § 2 DSchG                                         |    |
|      | Kindergarten St. Angela                            | Waldhornstr. 55 | 1. Hälfte 19. Jh | Kindergarten St. Angela, zweigeschossig, 1. Hälfte 19. Jh, Seitenflügel und Quergebäude genehmigt. Geschützt nach § 2 DSchG |    |

## Wilhelm-Nusselt-Weg
| Bild | Bezeichnung              | Lage                        | Datierung | Beschreibung                                       | ID |
| ---- | ------------------------ | --------------------------- | --------- | -------------------------------------------------- | -- |
|      | Wankel-Dieselmotor, 1963 | Wilhelm-Nusselt-Weg, im Hof | 1963      | Wankel-Dieselmotor Denkmaleigenschaft wird geprüft |    |

## Zähringerstraße
| Bild | Bezeichnung                         | Lage                       | Datierung                 | Beschreibung | ID |
| ---- | ----------------------------------- | -------------------------- | ------------------------- | --- | -- |
|      | Studentenwohnheim                   | Zähringerstr. 4, 6         |                           | Geschützt nach § 2 DSchG |    |
|      | Wohn- und Geschäftshaus             | Zähringerstr. 5            | 1847                      | Wohn- und Geschäftshaus, Bauherr Metzgermeister Wilhelm Jost, 1847. Geschützt nach § 2 DSchG |    |
|      | Wohnhaus                            | Zähringerstr. 7            | 1839                      | Wohnhaus, (Umbau in den 1960er Jahren), Bauherr Maurermeister Bernhard Madlinger, 1839 |    |
|      |                                     | Zähringerstr. 8            |                           | Geschützt nach § 2 DSchG |    |
|      | Wohnhaus.                           | Zähringerstr. 10           |                           | Wohnhaus. Geschützt nach § 2 DSchG |    |
|      | Wohnhaus.                           | Zähringerstr. 12           |                           | Wohnhaus. Geschützt nach § 2 DSchG |    |
|      | Wohnhaus.                           | Zähringerstr. 14           |                           | Wohnhaus. Geschützt nach § 2 DSchG |    |
|      | Wohnhaus.                           | Zähringerstr. 16           |                           | Wohnhaus. Geschützt nach § 2 DSchG |    |
|      | Haus                                | Zähringerstr. 17, 17a, 17b |                           | Geschützt nach § 2 DSchG |    |
|      | Wohnhaus mit Gastwirtschaft         | Zähringerstr. 18           |                           | Geschützt nach § 2 DSchG |    |
|      | Wohnhaus                            | Zähringerstr. 20           |                           | Geschützt nach § 2 DSchG |    |
|      | Wohn- und Geschäftshaus             | Zähringerstr. 20a          | 1883                      | Wohn- und Geschäftshaus, Bauherr Zahnarzt Ludwig Karl Heck, 1883 Geschützt nach § 2 DSchG |    |
|      | Wohnhaus                            | Zähringerstr. 22           | 1810–1811                 | Wohnhaus, dreigeschossig, vierachsig, Bauherr vermutlich Maurerpolier Bertsch, Ausführung wohl durch Baumeister Berckmüller und Zimmermeister Ludwig Weinbrenner, 1810–1811, (vgl. Hea-Jee Im, Karlsruher Bürgerhäuser, 2004), Geschützt nach § 2 DSchG |    |
|      | Wohnhaus                            | Zähringerstr. 24           |                           | Geschützt nach § 2 DSchG |    |
|      | Wohnhaus                            | Zähringerstr. 26           |                           | Geschützt nach § 2 DSchG |    |
|      | Straßenfassade eines Wohnhauses     | Zähringerstr. 28           | 2. Hälfte 19. Jahrhundert | Straßenfassade eines Wohnhauses, dreigeschossig und traufständig mit Torfahrt, Keller, 2. Hälfte 19. Jahrhundert. Geschützt nach § 2 DSchG |    |
|      | Fassade und Keller eines Wohnhauses | Zähringerstr. 30           | 19. Jahrhundert           | Fassade und Keller eines Wohnhauses des 19. Jahrhunderts, traufständiger und massiver dreigeschossiger Bau mit Torfahrt, Gebäudeinneres um 1981 modernisiert. Geschützt nach § 2 DSchG |    |
|      | Fassade eines Wohnhauses            | Zähringerstr. 32           | 19. Jh                    | Fassade eines Wohnhauses, 19. Jh., rückwärtiger Teil in den 1980er Jahren neu errichtet. Geschützt nach § 2 DSchG |    |
|      | Fassade eines Wohnhauses            | Zähringerstr. 34           | 19. Jh.                   | Fassade eines Wohnhauses, 19. Jh., rückwärtiger Teil in den 1980er Jahren neu errichtet. Geschützt nach § 2 DSchG |    |
|      | Wohnhaus                            | Zähringerstr. 38           | 1809                      | Wohnhaus, zwei-, später dreigeschossig, erster feststellbarer Eigentümer Witwe Hirsch (1818), erbaut nach 1809, Ladenfenster 1851, Aufstockung nach 1851, überlebte Altstadtsanierung von 1980, da sich der Eigentümer gerichtlich zur Wehr gesetzt hatte, (vgl. Hea-Jee Im, Karlsruher Bürgerhäuser, 2004). Geschützt nach § 2 DSchG                                                    |    |
|      | Haus                                | Zähringerstr. 55a          |                           | Geschützt nach § 2 DSchG |    |
|      | Wohnhaus                            | Zähringerstr. 76           | 1811                      | Wohnhaus, dreigeschossig, fünfachsig, stattliche klassizistische Fassade, Rundbogentor, Bauherr Schreinermeister Schwarz, 1811, (vgl. Hea-Jee Im, Karlsruher Bürgerhäuser, 2004, dort irrtümlich Nr. 78). Geschützt nach § 2 DSchG |    |
|      | Wohn- und Geschäftshaus             | Zähringerstr. 78           | 1803                      | Wohn- und Geschäftshaus, Eckhaus, zweigeschossig, drei- und fünfachsig, Bauherr Gastwirt „Zur Stadt Straßburg“ Karl Geyer, 1803, das Haus gehörte ursprünglich zu dem Gasthaus, Hausecke ursprünglich abgeschrägt, Rundbogentor durch rechteckiges ersetzt, (vgl. Hea-Jee Im, Karlsruher Bürgerhäuser, 2004). Geschützt nach § 2 DSchG                                                   |    |
|      | Wohn- und Geschäftshaus             | Zähringerstr. 82           | 1808                      | Wohn- und Geschäftshaus, dreigeschossig, vierachsig, Bauherr Drehermeister Rotweiler (Rothweiler), 1810, Umbau Hofgebäude 1842, Fenster im Erdgeschoss für ein Ladenlokal vergrößert, (vgl. Hea-Jee Im, Karlsruher Bürgerhäuser, 2004). Geschützt nach § 2 DSchG |    |
|      | Wohn- und Geschäftshaus             | Zähringerstr. 84           | 1809                      | Wohn- und Geschäftshaus, zwei-, später dreigeschossig, sechsachsig, Bauherr Regimentsarzt Johann Heinrich Heuß (Heus), fertig gestellt vor Juni 1809, (vgl. Hea-Jee Im, Karlsruher Bürgerhäuser, 2004), später im Stil der Bauzeit aufgestockt, im Erdgeschoss keine Originalfenster erhalten. Geschützt nach § 2 DSchG                                                                  |    |
|      | Wohnhaus                            | Zähringerstr. 86           | 1809                      | Wohnhaus, dreigeschossig, sechsachsig, Haustür mit Rund-bogengewände mit Randprofilierung und Kämpfergesimsen, Bauherr Posamentier Heinrich Lang jun., 1809–10, Einrichtung Bäckerei im Hof 1847 durch Bäckermeister Kaufmann, (vgl. Hea-Jee Im, Karlsruher Bürgerhäuser, 2004). Geschützt nach § 2 DSchG                                                                                |    |
|      | Brauerei                            | Zähringerstr. 90           | 1809                      | Brauerei, heute Wohnhaus, dreigeschossig, siebenachsig, Bauherr Bierbrauer Nägele (Negele), Planung wohl durch Baumeister Berckmüller, zweigeschossige Putzrustika, Balkon über rundbogiger Torfahrt, Fassade ursprünglich mit Ölfarbe gestrichen, 1809–1810, (vgl. Hea-Jee Im, Karlsruher Bürgerhäuser, 2004), eine Bauaufnahme von 1921 zeigt Trockendächer. Geschützt nach § 28 DSchG |    |

## Zirkel
| Bild           | Bezeichnung     | Lage                                  | Datierung | Beschreibung | ID |
| -------------- | --------------- | ------------------------------------- | --------- | --- | -- |
| Weitere Bilder | Hommage à Dürer | Zirkel 2 (Uni-Geb. Nr.: 20.20, 20.21) | 1977      | Hommage à Dürer (Hase, Betende Hände, Rasenstück), 1977–80, Jürgen Goertz Geschützt nach § 2 DSchG                                                                                 |    |
|                | Wohnhaus        | Zirkel 13                             | 1790      | Wohnhaus, zwei-, später dreigeschossig, siebenachsig, erbaut zwischen 1790 und 1800, Aufstockung um 1840 (vgl. Hea-Jee Im, Karlsruher Bürgerhäuser, 2004) Geschützt nach § 2 DSchG |    |